# Gran Slam
Gran Slam fue un programa de televisión español de preguntas y respuestas, basado en un formato creado por Monkey Kingdom, y emitido en Cuatro. Además de los concursantes, en cada programa aparecen dos famosos televisivos que comentan las pruebas y participan en un simulacro de concurso.
En cada programa, los concursantes se van eliminando de dos en dos, de modo que el vencedor de cada uno de los tres primeros programas pasará a la final, cuyo vencedor será premiado con 60.000 euros.
Si bien al comienzo de las emisiones se daba a entender que el concurso duraría únicamente 4 emisiones, en los últimos se insertó un mensaje sobreimpresionado solicitando participantes para enfrentarse al campeón.
Fue retirado tras nueve emisiones de la segunda etapa. La última edición se emitió el sábado 28 de abril de 2007, con 510.000 espectadores y un 4,9% de cuota de pantalla.  (enlace roto disponible en Internet Archive; véase el historial, la primera versión y la última).

## Primera etapa
Emitida los sábados del mes de febrero de 2007, a las 16:30.. Lo presenta Nuria Roca y en él participan concursantes seleccionados entre los mejores de otros concursos (Alta tensión, Cifras y Letras, Pasapalabra, Saber y Ganar y ¿Quién quiere ser millonario?).

### Mecánica
Los "cuartos de final" consisten en tres tandas de preguntas: la primera de actualidad, la segunda de cifras y letras (las preguntas conllevan cálculos numéricos y preguntas sobre léxico y lingüística básica) y la tercera, de cultura general.
En las "semifinales" hay cuatro tandas: en las dos primeras, cada concursante elige un tema entre cuatro propuestos; la segunda trata de una "palabra clave" y la última es miscelánea.
En cada tanda, los concursantes disponen de 1 minuto durante el cual responder las preguntas. Cuando aciertan, su reloj se para y es el turno del contrario. Los concursantes pueden pasar, en cuyo caso se les formulan preguntas hasta que aciertan. O usar uno de los tres comodines, que paran su reloj y pasan la pregunta y el turno al contrario.
Pierde el concursante que se queda antes sin tiempo, acumulando el tiempo sobrante el vencedor para la última tanda de preguntas.
Resulta vencedor de cada eliminatoria el concursante al que le sobra tiempo en la última tanda.

### Primer programa
Emitido el 3 de febrero, la primera eliminatoria (que podríamos llamar "cuartos de final") enfrentó a:
- Eduardo y Agustin Perez Leal. El primero fue ganador del mayor bote de la historia de los concursos televisivos de España, 2.190.000 euros en Pasapalabra. El segundo, en 2001 ganó 19.000.000 de pesetas (unos 114.000 euros) en 50x15. Venció Agustín Pérez.

- Fernando Martín y Óscar Díaz. El primero fue campeón de Cifras y Letras en 2006, con 13.244 euros, y participó durante 23 programas. El segundo es el concursante que ha participado en más programas de Saber y Ganar durante 2006, con 69 programas y 55.270 euros. Venció Óscar Díaz.

El duelo entre los ganadores de la primera eliminatoria lo ganó venció Óscar Díaz, clasificándose para la final.

### Segundo programa
Emitido el 10 de febrero, la primera eliminatoria enfrentó a:
- Enrique Chicote Blanco y Francisco Javier Dávila. El primero es el único ganador del máximo premio en la versión española de ¿Quién quiere ser millonario? (por entonces llamado 50x15), consistente en 50.000.000 de pesetas (aproximadamente 300.000 euros). El segundo fue uno de los mejores concursantes de Saber y Ganar (llegó 84 participaciones consecutivas, más una repesca en la que completó los 100 programas). Venció Francisco Javier Dávila.

- Antonio Gázquez y Ernesto García. El primero participó en Alta Tensión en 2006 consiguiendo un premio récord de 6.900 euros. El segundo ganó 550.000 euros en Pasapalabra, siendo el tercer mayor bote de su historia. Venció Ernesto García.

El duelo entre los ganadores de la primera eliminatoria lo ganó venció Francisco Javier Dávila, clasificándose para la final.

### Tercer programa
Emitido el 17 de febrero, la primera eliminatoria enfrentó a:
- José Manuel Dorado y Rafael Moreno. El primero fue (por aquel entonces) el único concursante de Saber y Ganar en conseguir 100 participaciones consecutivas. El segundo consiguió 72.000.000 de pesetas (unos 432.000 euros) en Pasapalabra. Venció José Manuel Dorado.

- Juan Pedro Martínez y Encarni Martín. El primero consiguió 100.000 euros en ¿Quién quiere ser millonario?. La segunda consiguió 306.516 euros en Pasapalabra. Venció Encarni Martín.

El duelo entre los ganadores de la primera eliminatoria lo ganó venció José Manuel Dorado, clasificándose para la final

### Final
Emitida el 24 de febrero, la primera fase fue triangular, enfrentando a todos contra todos. Cada concursante respondió durante un minuto y medio, enfrentándose a otro, a una serie de preguntas misceláneas, disponiendo de tres comodines, y no acumulando el vencedor los segundos que le sobraron.
- Óscar Díaz vs Fco. Javier Dávila. Venció Dávila.
- Javier Dávila vs. J. M. Dorado. Venció Dávila.
- Óscar Díaz vs J. M. Dorado. Venció Dorado.

Tras esta fase, Fco. Javier Dávila y J. M. Dorado se enfrentaron con una mecánica levemente distinta a la de anteriores concursos. Se combinaron dos fases de preguntas temáticas con una fase de actualidad, otra de cifras y letras, y una final miscelánea. En todas las fases cada concursante dispuso de un minuto (excepto la última y definitiva, que fue de dos). Al igual que en los concursos previos, se disponía de tres comodines, y los segundos que le sobraban al vencedor se acumularon a la última fase.
Francisco Javier Dávila resultó vencedor del concurso, llevándose los 60.000 euros.

### Famosos
Dos famosos participan junto a Nuria Roca, ofreciendo comentarios y toques de humor. Además, entre las dos fases del programa realizan una de las pruebas, en la que no obtienen premios ni ellos, ni los concursantes.
- Primer programa: Carlos Latre y Nico Abad.
- Segundo programa: Hipólito Rincón y Juanma Castaño contra Julio Maldonado ("Maldini").
- Tercer programa: Paz Padilla y Vicky Martín Berrocal
- Final: Silvia Jato y Luis Larrodera

## Segunda etapa
Desde marzo de 2007, el concurso ha comenzado una segunda etapa. Los concursantes no necesariamente han participado en otros concursos, sino que proceden de una selección, tras haber solicitado participar llamando a un número de teléfono de la productora.
Además, Nuria Roca ha dejado el programa para participar en otros proyectos, siendo el presentador de esta segunda etapa Nico Abad.
La mecánica es muy similar a la de la primera época. En una primera fase hay dos eliminatorias en cada una de las que se enfrentan dos concursantes, con tres tandas de preguntas sobre actualidad, cifras y letras y cultura general. El mecanismo (tiempo disponible y comodines) es el mismo de la primera época. 
Los dos vencedores se enfrentan a continuación, con tres tandas de preguntas (las dos primeras sobre temas elegidos por ellos, y la última sobre cultura general). Quien vence en esta eliminatoria recibe como premio una cantidad de euros igual al número de segundos que le sobraron en la última prueba multiplicado por 100. 
A continuación, el vencedor reta al campeón de la semana anterior (el primer campeón fue el de la primera fase, F.J. Dávila), en tres nuevas tandas de actualidad, cifras y letras y cultura general. Quien resulta ganador de la última, recibe un nuevo premio monetario (100 euros por el número de segundos sobrantes) y la oportunidad de defender su título de campeón una semana más.
El concursante Alberto Izquierdo venció a Javier Dávila resultando campeón durante 13 semanas hasta que el concurso desapareció de la parrilla.

## Audiencias
| Temporada | Temporada | Episodios | Estreno              | Final                 | Audiencia media | Audiencia media | Audiencia media |
| Temporada | Temporada | Episodios | Estreno              | Final                 | Espectadores    | Cuota           |                 |
| --------- | --------- | --------- | -------------------- | --------------------- | --------------- | --------------- | --------------- |
|           | 1         | 4         | 3 de febrero de 2007 | 24 de febrero de 2007 | 890 000         | 7,5%            |                 |
|           | 2         | 9         | 3 de marzo de 2007   | 28 de abril de 2007   | 663 000         | 6,3%            |                 |
| Total     | Total     | 13        | 2007                 | 2007                  | 776 000         | 6,9%            |                 |

- Datos: Q5884532